# Encephalartos caffer
Encephalartos caffer är en kärlväxtart som först beskrevs av Carl Peter Thunberg, och fick sitt nu gällande namn av Johann Georg Christian Lehmann. Encephalartos caffer ingår i släktet Encephalartos och familjen Zamiaceae. IUCN kategoriserar arten globalt som nära hotad. Inga underarter finns listade i Catalogue of Life.